# Étienne Fourmont
Pour les articles homonymes, voir Fourmont.
Étienne Fourmont, né à Herblay près d'Argenteuil le 23 juin 1683 et mort à Paris le 8 décembre 1745, est un orientaliste français.

## Biographie
Fourmont se forme tout d’abord au Collège Mazarin, avant d’intégrer le Séminaire des Trente-trois ; il en est finalement exclu, ne se conformant pas à la discipline de l’établissement. 
Il connaissait presque toutes les langues de l'Europe et de l'Asie[réf. nécessaire]. Il fut nommé en 1715 professeur d'arabe au Collège de France, et devint en même temps membre de l'Académie royale des inscriptions et belles-lettres. 
Auprès d'Arcade Huang, il est un des premiers Français qui aient fait une étude sérieuse du chinois : il fit connaître dès 1719 les 214 clefs ou caractères élémentaires de l'écriture chinoise, et donna en 1742 la Grammatica Sinica, fruit de vingt ans de travail. La paternité de ces travaux sur la langue chinoise est contestée par les mémoires d'Arcade Huang et les propos de Nicolas Fréret, le premier élève de Huang. Ceux-ci affirment que le travail de dictionnaire, de grammaire et des 214 clefs fut le leur, copiés puis développés par Étienne Fourmont, qui s'en attribua toute la gloire.
Il avait entrepris un dictionnaire chinois et un grand nombre d'autres ouvrages qui n'ont pas paru. Il eut pour élèves de Joseph de Guignes et Michel-Ange-André Le Roux Deshauterayes. Il fut élu membre de la Royal Society le 9 novembre 1738.
Il avait publié dès 1706 les Racines latines mises en vers français, à l'imitation des Racines grecques de Claude Lancelot.
Son frère est Michel Fourmont (1690-1746).

## Publications
- Voyage du sieur Paul Lucas, fait par ordre du Roy, dans la Grèce, l'Asie Mineure, la Macédoine et l'Afrique" (1712)
- Les 214 clefs de l'écriture chinoise (1719)
- Grammatica Sinica, première version, inachevée (1728)
- Meditationes Sinicae (1737)
- Grammatica Sinica, version définitive (1742)